# Santa Maria Maggiore alla Pietrasanta (Nápoly)
A Santa Maria Maggiore alla Pietrasanta templom Nápoly történelmi központjában.

## Története
Nevét a templomban őrzött szent kőről kapta, amelyről úgy tartják, hogy megcsókolása esetén a bűnök megbocsátást nyernek.
A helyén már a 6. században egy ókeresztény bazilika állt. Barokk formáját 1653-ban nyerte el Cosimo Fanzagónak köszönhetően. A második világháború bombázásaiban súlyosan megsérült, csak a közelmúltban (1976) sikerült helyreállítani. Építészeti szempontból értékes a harangtornya (campanile), amely egyike a legrégebbieknek Olaszországban.

## Leírása
A templom befejezetlen, tervezett külső díszítőelemei nem készültek el. Homlokzata csak részlegesen készült el. A templom görög kereszt alaprajzú. Belső díszítő elemei stukkózások, valamint korinthoszi lizénák. A majolikapadlója a 18. századból származik. Kriptájában a restaurálások során feltárták az egykori ókeresztény templom maradványait. A templomnak építették a 15. században a Pontano-kápolnát